# Ángela Irene
Ángela Irene, nombre artístico de Irene Ángela Gola (General Pico, 3 de junio de 1954), es una cantante argentina de música folclórica.

## Biografía
A los doce años debutó artísticamente en una banda de jazz para cantar algunos temas beat. Luego cantó varios años en ocasión del carnaval.
En 1975 se radicó en Buenos Aires para dedicarse al canto folklórico, impulsada por Mercedes Sosa.
En 1977 se consagró al ganar el Festival de Cosquín, interpretando la zamba «Cruz de quebracho» (de Francisco Amado Berra y Miguel Ángel Gutiérrez).
En 1979 se relacionó con el pianista Ariel Ramírez y de ese encuentro surgirá su primer álbum, Ariel Ramírez presenta a Ángela Irene, donde se destacan las versiones del chamamé «Santafesino de veras» y de la zamba «Volveré siempre a San Juan», ambas de Ramírez.
En 1982 lanza su segundo álbum La cantora de Yala, en el que canta entre otros la zamba que da nombre a la placa (obra de Cuchi Leguizamón y Manuel J. Castilla) y «La tonada jamás morirá», compuesta especialmente para el disco por parte de Oscar Cacho Valles y Ernesto Villavicencio.
Simultáneamente presentó junto a Eduardo Lagos y Domingo Cura el espectáculo Así nos gusta. En la segunda mitad de los años ochenta creó el espectáculo Canción de caminantes, con Domingo Cura, Zamba Quipildor, Cacho Tirao y Chiqui Pereyra.
En los primeros años de la década de 1990, presentó junto a Marián Farías Gómez, la obra conceptual Mujeres argentinas, de Ariel Ramírez y Félix Luna, que Mercedes Sosa había grabado en 1969 y el espectáculo Latinoamérica es Mujer.
En 1993 apareció Ángela Irene, su tercer álbum, esta vez como CD. Entre los temas del mismo se destacan las versiones de la chacarera «Cachilo dormido» de Atahualpa Yupanqui.
En la segunda mitad de la década del 2000, actuó y grabó junto a Pedro Aznar, acompañándolo en sus presentaciones en el Teatro Ateneo, registradas por Canal â. En 2008 lanzó un nuevo álbum bajo el título de Soy, en el que es acompañada por Luis Salinas, Raúl Carnota, Domingo Cura y Pedro Aznar, entre otros músicos. El álbum cuenta con 18 temas («por las dudas que no vuelva a grabar»), que se inician con la zamba «Lavandera chaguanca» de Alejandro Carrizo, Néstor Soria y Lucho Hoyos.

## Estilo musical
Ángela Irene tiene un estilo de cantar que ha sido definido como «sobrio» y «cuidado», y un cancionero que busca evitar los contenidos sensuales o eróticos que han caracterizado algunas expresiones modernas de la canción folclórica. Dueña de una técnica estricta de afinación, con el paso de los años buscó priorizar la interpretación y el sentimiento.
Se define como una cantante «comprometida», integrante de la juventud que en los años setenta soñaba cambiar el mundo y para la que Latinoamérica es un gran país.

## Discografía
- 1979: Ariel Ramírez presenta a Ángela Irene.
- 1982: La Cantora de Yala.
- 1993: Ángela Irene.
- 2008: Soy - DISTRIBUIDORA BELGRANO NORTE